# Карильська сільська рада
Кари́льська сільська́ ра́да — адміністративно-територіальна одиниця та орган місцевого самоврядування в Коропському районі Чернігівської області. Адміністративний центр — село Карильське.

## Загальні відомості
- Територія ради: 47,498 км²
- Населення ради: 981 особа (станом на 2001 рік)

Карильська сільська рада зареєстрована 1923 року. Стала однією з 25-ти сільських рад Коропського району і одна з 8-ми, яка складається з одного населеного пункту — села Карильське.
На території сільради діє Карильська ЗОШ I-III ст. та Карильський ДНЗ.

## Населені пункти
Сільській раді були підпорядковані населені пункти:
- с. Карильське

## Склад ради
Рада складалася з 12 депутатів та голови.
- Голова ради: Хоменко Наталія Іванівна
- Секретар ради: Приходько Галина Олександрівна

### Керівний склад попередніх скликань
| Прізвище, ім'я, по батькові | Основні відомості                                                                     | Дата обрання | Дата звільнення |
| --------------------------- | ------------------------------------------------------------------------------------- | ------------ | --------------- |
| Хоменко Наталія Іванівна    | Сільський голова, 1969 року народження, освіта вища, член Української Народної Партії | 26.03.2006   | 31.10.2010      |
| Хоменко Наталія Іванівна    | Сільський голова, 1969 року народження, освіта вища, член Партії регіонів             | 31.10.2010   | 2016            |

Примітка: таблиця складена за даними сайту Верховної Ради України

### Депутати
За результатами місцевих виборів 2010 року депутатами ради стали:

#### За суб'єктами висування
| Суб'єкт висування                 | Кількість обраних депутатів | %    |
| --------------------------------- | --------------------------- | ---- |
| Партія регіонів                   | 7                           | 58,3 |
| Політична партія «Сильна Україна» | 2                           | 16,7 |
| Українська Народна Партія         | 2                           | 16,7 |
| Комуністична партія України       | 1                           | 8,3  |

#### За округами
| № округу                          | Прізвище, ім'я, по батькові    | Дата визнання обраним | Освіта             | Партійна приналежність                  | Відомості про обраного депутата                       |
| --------------------------------- | ------------------------------ | --------------------- | ------------------ | --------------------------------------- | ----------------------------------------------------- |
| Комуністична партія України       |                                |                       |                    |                                         |                                                       |
| 12                                | Пономарчук Сергій Анатолійович | 02.11.2010            | середня спеціальна | член Комуністичної партії України       | пенсіонер                                             |
| Партія регіонів                   |                                |                       |                    |                                         |                                                       |
| 1                                 | Литвиненко Володимир Борисович | 02.11.2010            | середня            | член Партії регіонів                    | приватний підприємець                                 |
| 4                                 | Чайка Інна Миколаївна          | 02.11.2010            | середня            | член Партії регіонів                    | приватний підприємець                                 |
| 6                                 | Халецька Тетяна Василівна      | 02.11.2010            | середня            | член Партії регіонів                    | Карильський будинок бультури, директор                |
| 7                                 | Дмитренко Олесандр Миколайович | 02.11.2010            | середня спеціальна | член Партії регіонів                    | Коропський агролісгосп, лісник                        |
| 9                                 | Євтушенко Віталій Іванович     | 02.11.2010            | середня спеціальна | член Партії регіонів                    | Карильська загальноосвітня школа I-III ст., завгосп   |
| 10                                | Ісаєва Алла Дмитрівна          | 02.11.2010            | середня            | член Партії регіонів                    | Коропський територіальний центр, соціальний працівник |
| 11                                | Марченко Василь Миколайович    | 02.11.2010            | середня спеціальна | член Партії регіонів                    | Карильська загальноосвітня школа I-III ст., завгосп   |
| Політична партія «Сильна Україна» |                                |                       |                    |                                         |                                                       |
| 2                                 | Конько Ніна Василівна          | 02.11.2010            | середня            | член Політичної партії «Сильна Україна» | Коропський сирзавод, молокоприймач                    |
| 3                                 | Лесенко Анатолій Васильович    | 02.11.2010            | середня            | член Політичної партії «Сильна Україна» | тимчасово не працює                                   |
| Українська Народна Партія         |                                |                       |                    |                                         |                                                       |
| 5                                 | Дика Олена Миколаївна          | 02.11.2010            | середня            | позапартійна                            | Карильська ЛАСТ, молодша медична сестра               |
| 8                                 | Приходько Галина Олександрівна | 02.11.2010            | вища               | позапартійна                            | Коропський держкомзем, спеціаліст                     |